# Schloss Pöggstall

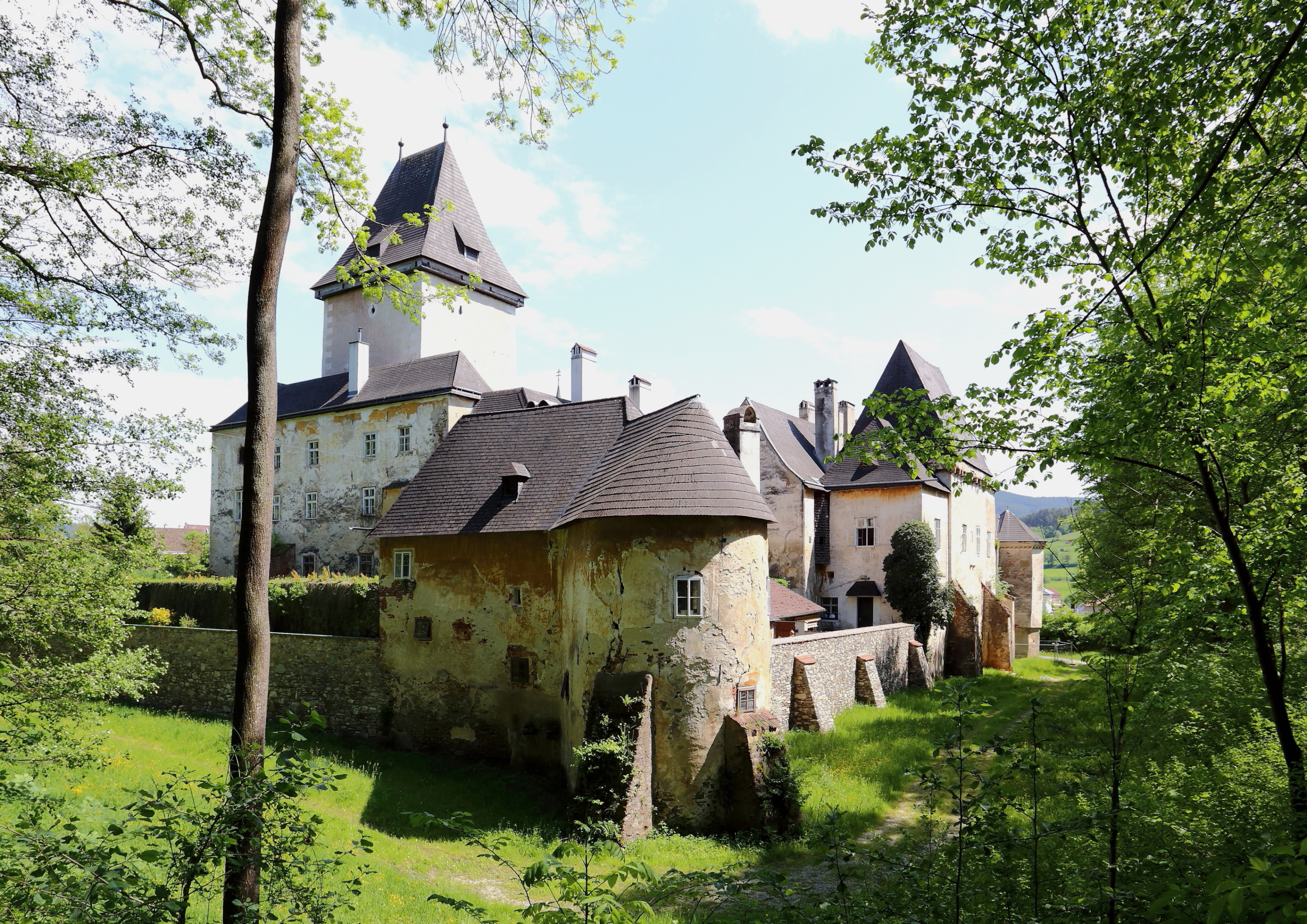
Schloss Pöggstall, Nordwestansicht (2013)

Das Schloss Pöggstall (auch Schloss Rogendorf oder Schloss Roggendorf genannt) ist eine ehemalige Wasserburg im niederösterreichischen Waldviertel. Das Schloss steht unter Denkmalschutz (Listeneintrag).

## Geschichte
Der massige im Zentrum der gleichnamigen Marktgemeinde Pöggstall gelegene Bau stammt im Kern aus dem 13. Jahrhundert. Ein Ausbau erfolgte unter Kaspar von Rogendorf am Ende des 15. Jahrhunderts. Das Schloss gehörte lange Zeit den mächtigen Maissauern. Von 1795 bis 1919 war es im Besitz des Familienfonds, der zur Versorgung der Familienmitglieder von Kaiserin Maria Theresia und Kaiser Joseph II mit einem Teil des Vermögens von Kaiser Franz I ins Leben gerufen worden war. Die nahegelegenen Schlösser Persenbeug, Artstetten, Leiben und Luberegg bildeten das sogenannte „Habsburgerland“. 1919 wurde der Fonds zugunsten der Republik Österreich enteignet und der Besitz dem Kriegsgeschädigtenfonds übereignet. 1986 wurde es von der Gemeinde Pöggstall käuflich erworben und dient musealen und kulturellen Zwecken.

## Das Schloss in der Gegenwart
- Museum für Rechtsgeschichte: Seit 1988 beherbergt das Schloss das 'Museum für Rechtsgeschichte', das im Wesentlichen die Objekte einer Sammlung umfasst, die der Jurist Hans Liebl (15. Oktober 1877 – 16. Mai 1950) zusammengetragen und schließlich dem Niederösterreichischen Landesmuseum vermacht hat. Die Schau wurde zunächst ab 1918 im damals noch in Wien beheimateten Niederösterreichischen Landesmuseum gezeigt und aus Platzgründen 1967 nach Schloss Greillenstein verlegt. Nachdem der Greillensteiner Schlossbesitzer den Mietvertrag gekündigt hatte, fand die Sammlung 1988 auf Schloss Pöggstall ihren heutigen Standort. Ausschlaggebend für die Wahl von Schloss Pöggstall war die Tatsache, dass sich dort auch die einzige original erhaltene Folterkammer Österreichs befindet. Diese stammt aus dem Jahr 1593. Das Museum für Rechtsgeschichte wurde 2011 nach einem Umbau neu eröffnet.

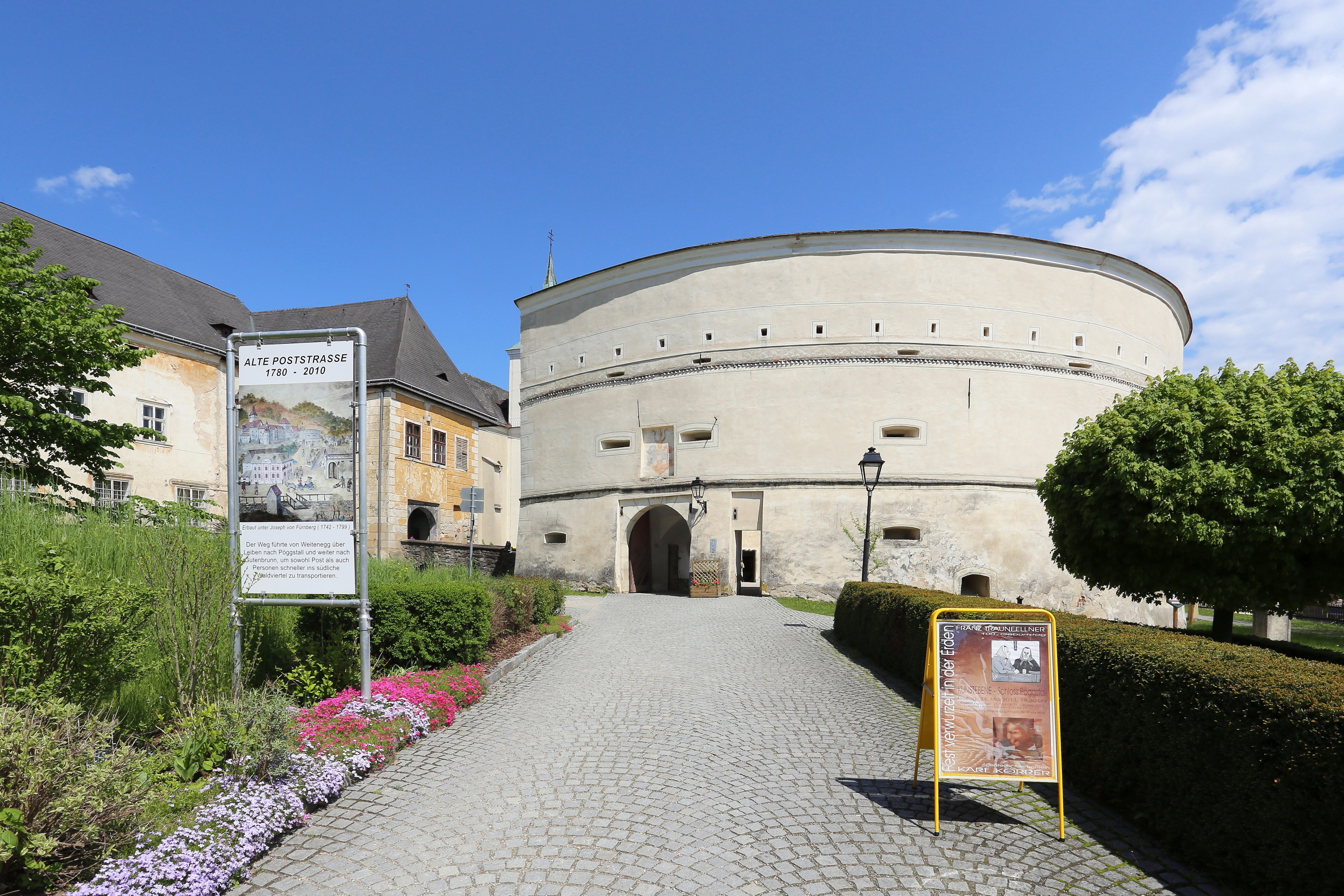
Schloss und Barbakane

Darüber hinaus beherbergt das Schloss:
- Die Marktgemeinde Pöggstall – ab 2018

- Schauraum über das Geschlecht der Rogendorfer (Schlossherren von 1478 bis 1601)

## Niederösterreichische Landesausstellung 2017
Im April 2014 wurde Schloss Pöggstall als einziger Ausstellungsort für die Niederösterreichische Landesausstellung 2017 mit dem Arbeitstitel Alles was Recht ist bekanntgegeben. (Nach Heldenberg (2005) waren hingegen die Landesausstellungen auf jeweils mehrere Orte aufgeteilt.) Rund 9 Mio. € sind für die Renovierung und Infrastrukturmaßnahmen, etwa Parkplätze am Ortsrand, vorgesehen. Schon vor der Spatenstichfeier Anfang November 2015 wurden bei archäologischen Untersuchungen und Grabungen einige Entdeckungen gemacht: 500 Jahre Wandgemälde, eine Gotische Halle, die später in 7 Räume zerteilt wurde, eine steinerne Kanonenkugel und ein 4 m tiefer Abgang. Die 500 Jahre alte Fassade wird mit modernen Restaurationsmethoden erhalten. Dem Innenhof zugewandt ist ein Arkadengang, der Renaissanceelemente aufweist.